# OGLE-TR-111
OGLE-TR-111은 분광형이 불분명한 항성(오렌지색 왜성 또는 황색 왜성 둘 중 하나일 것으로 생각된다)으로, 용골자리에 있으며, 지구에서 약 5,000광년 떨어져 있다. 이 별의 겉보기 등급은 +15.55로 종전의 어떤 성표에도 실려 있지 않았다.
2007년 기준으로 두 개의 외계 행성이 이 별을 돌고 있는 것으로 확인되었는데, 추가적인 행성들의 존재를 입증하려면 자료의 확보가 필요하다. 두 행성 모두 통과법을 이용하여 발견되었다.

## 행성계
2002년 OGLE 연구를 통해 어머니 항성의 밝기가 4일 주기로 매우 조금 어두워짐을 발견했다. 이는 항성을 가리는 행성급의 천체가 존재함을 의미하는 것이었다. 그러나 이 천체의 질량을 정확히 알 수 없었기 때문에 행성인지 아니면 질량이 작은 적색 왜성이나 갈색 왜성인지를 알 수 없었다. 2004년 시선속도법을 통해 항성 표면을 통과하는 천체가 행성급의 질량을 지니고 있음을 알게 되었다.
발견된 행성은 여타 뜨거운 목성들처럼 어머니 항성을 바싹 붙어 돌고 있었다. 질량은 목성의 약 절반이었고 공전궤도의 크기는 태양과 지구 거리의 20분의 1에 불과했다.
2005년 OGLE의 연구를 통해 또 다른 천체가 어머니 항성을 가리고 있다는 증거가 나왔다. OGLE-TR-111 c가 또 다른 유력한 외계 행성 후보이다. 이 천체가 행성임을 입증하기 위해서는 더 많은 데이터가 필요하다. 만약 이 천체가 행성임이 입증된다면, OGLE-TR-111은 통과법을 통해 가장 많은 숫자의 행성을 발견한 최초의 별이 될 것이다.

## 같이 보기
- OGLE
- OGLE-2005-BLG-390L